# Diamonds on the Inside (singolo)
Diamonds on the Inside è un singolo del cantante statunitense Ben Harper, pubblicato il 21 aprile 2003 come secondo estratto dall'album omonimo.

## Video musicale
Il videoclip si apre con Ben Harper che suona la chitarra sulle scale all'ingresso di una casa di campagna in legno, poi viene mostrato il cantante che guida, uno strapiombo sul mare dove ci sono altre persone a osservare il mare in burrasca e gente che pratica il surf in acqua (queste ultime scene si alternano con il cantante che suona la chitarra dentro una stanza).

## Tracce
1. Diamonds On the Inside (Radio Edit) – 3:45
2. Diamonds On the Inside (LP Version) – 4:27